# Gaston Vandewoude
Gaston Lambrecht (Kortrijk, 6 april 1904 - Brussel, 2 augustus 1972), beter bekend onder zijn pseudoniem G. Vandewoude, was een Vlaams auteur en activist.

## Levensloop
Hij was een van de zeven kinderen van Kamiel Lambrecht (1864-1963). Uit diens eerste huwelijk met Sylvie Desrumeaux had hij vier kinderen en drie uit zijn tweede met Melanie Servaeyge (1872-1964), van wie Gaston de jongste was. Kamiel werkte zich van eenvoudig arbeider op tot stichter-eigenaar van een textielbedrijf en ververij. Een van zijn dochters trouwde met Michiel Bulckaert, advocaat, industrieel in de textielsector en oorlogsgouverneur van West-Vlaanderen.
Tijdens zijn humaniorastudies aan het Sint-Amandscollege in Kortrijk, werd Gaston Vlaamsgezind en actief in de plaatselijke studentenbond. Hij vervolgde zijn studies als kandidaat-priester aan het Brugse seminarie en werd lid van een groep Vlaams-nationalistische seminaristen. Tijdens de vakanties nam hij actief deel aan de activiteiten van het Algemeen Katholiek Vlaams Studentenverbond (AKVS) en werkte mee aan De Vlaamsche Vlagge. Einde 1927 leidde dit tot zijn verwijdering uit het seminarie. Hij werd daarop aanvaard in het seminarie van het aartsbisdom Rijsel, waar hij in september 1929 tot priester werd gewijd. Hij volbracht ondertussen zijn legerdienst in Aalst, bij de brancardiers van het Belgisch leger. Hij werkte in die tijd mee aan het Groot-Nederlands tijdschrift Jong Dietschland.
In 1930 behaalde hij een doctoraat aan de Gregoriana in Rome, met een thesis gewijd aan de politieke leer van Thomas van Aquino en van enkele van zijn volgelingen.
Van 1931 tot 1940 was hij leraar aan het Onze-Lieve-Vrouwinstituut in Kamerijk (1931-1933), kapelaan in Denain (1933-1937) en Valenciennes (1937-1939). Hij werd in 1939 gemobiliseerd in het Belgisch leger, maar was al voor de meidagen van 1940 weer vrij en nam zijn intrek in de villa 'Elzenhof' in Oostduinkerke, eigendom van zijn ouders. Hij besloot toen niet naar zijn priesterlijke activiteiten in het Franse bisdom terug te keren.
Hij hernieuwde vroegere contacten of ging er nieuwe aan met o.m. Odiel Spruytte, Victor Leemans, Jozef Goossenaerts, Jozef Lootens en Martha Vande Walle. Hij werd voorzitter van de Kunstenaarsgilde van de kust, een door de bezetter goedgekeurde vereniging, wat talrijke lezingen en openingen van tentoonstellingen met zich meebracht. In deze functies werkte hij nauw samen met het VNV, meer bepaald in Brugge, bij het organiseren van Cultuurdagen.
Op 1 mei 1942 vertrouwde zijn schoonbroer, gouverneur Bulckaert, hem de directie toe van de nieuw opgerichte Cultuurdienst West-Vlaanderen en werd hij ondervoorzitter van de Provinciale Cultuurcommissie.  Zijn Groot-Nederlandse overtuigingen stootten op tegenstand in collaboratiemilieus, meer bepaald binnen het VNV. De door hem opgezette tentoonstelling Ons Eigen Erf, waarin hij zijn overtuigingen tot uiting bracht, werd verboden. In de periode 1942-1944 verschenen de meeste van zijn publicaties.
Bij de Bevrijding werd hij opgepakt en korte tijd opgesloten in zijn eigen woning in Oostduinkerke, die dienst deed als voorlopig interneringskamp, geleid door het plaatselijk verzet. Hij werd niet verder vervolgd.
Hij verliet definitief het priesterschap en ging in Brussel wonen, waar hij de uitgeverij La Renaissance / Les Arcades stichtte. Hij trok zijn soutane wel nog aan wanneer hij in Kortrijk zijn ouders bezocht, die niet op de hoogte waren van zijn evolutie. Hij trouwde met zijn secretaresse, Thérèse Vanbeneden, met wie hij een dochter had. Met de Vlaamse Beweging onderhield hij geen contacten meer.

## Publicaties
- Van vassaliteit tot soevereiniteit. Het Europeesch goeiproces, Kortrijk, Steenlandt, 1941.
- Foedoshin, "het menschelijk drama", Kortrijk, Zonnewende, 1941.
- Zin en beteekenis van Noordsche mythen en sagen, Brussel, Bernaerts, 1942.
- Odel Spruytte: strijder, denker en mensch, Brugge, Wiek Op, 1942.
- Vlaanderen's tragedie in de Westhoek (naar nota's van Is. Florizoone), Brugge, Wiek Op, 1942.
- Vlaanderen's herkomsten groei. Mijter en kroon, Brugge, Provinciale Kultuurdienst, 1943.
- Ter Duinen, kustmacht onder de graven, Antwerpen, Die Keure, 1944.
- Vlaanderen's territoriale en militaire ontwikkeling onder de graven, Antwerpen, Die Keure, 1944.
- Ons geesteserf: wijsbegeerte-mystiek-wetenschap, Antwerpen, Die Keure, 1944.
- Odiel Spruytte: Nietzche's kringloop, Antwerpen, Die Keure, 1944.